# Simona Frapporti
Simona Frapporti (Gavardo, 14 de julho de 1988) é uma desportista italiana que compete no ciclismo nas modalidades de pista, especialista na prova de perseguição por equipas, e rota. É irmã dos ciclistas profissionais Marco e Mattia Frapporti.
Ganhou uma medalha de bronze no Campeonato Mundial de Ciclismo em Pista de 2018 e duas medalhas no Campeonato Europeu de Ciclismo em Pista, ouro em 2016 e bronze em 2014.
Em estrada o seu maior sucesso é a medalha de bronze na contrarrelógio por equipas do Campeonato Mundial de Ciclismo em Estrada de 2014.
Participou nos Jogos Olímpicos de Verão de 2016, ocupando o 6.º lugar na prova de perseguição por equipas.

## Trajectória desportiva
Estreiou como profissional com uma equipa de ciclismo de estrada em 2012. Ainda que mal tem destacado na estrada, conseguiu uma vitória de etapa em La Route de France de 2012. Ainda que não tenha obtido resultados destacados a nível internacional durante a sua trajectória, conseguiu se classificar para os Mundiais de Pista e para os Jogos Olímpicos de Verão de 2016.

## Medalheiro internacional

### Ciclismo em pista
| Campeonato Mundial | Campeonato Mundial         | Campeonato Mundial | Campeonato Mundial      |
| Ano                | Lugar                      | Medalha            | Competição              |
| ------------------ | -------------------------- | ------------------ | ----------------------- |
| 2018               | Apeldoorn ( Países Baixos) | Medalha de bronze  | Perseguição por equipas |
| Campeonato Europeu |                            |                    |                         |
| Ano                | Lugar                      | Medalha            | Competição              |
| 2014               | Baie-Mahault ( França)     | Medalha de bronze  | Perseguição por equipas |
| 2016               | Saint-Quentin ( França)    | Medalha de ouro    | Perseguição por equipas |

1. ↑  Competiu na rodada de classificação.

### Ciclismo em estrada
| Campeonato Mundial | Campeonato Mundial    | Campeonato Mundial | Campeonato Mundial         |
| Ano                | Lugar                 | Medalha            | Competição                 |
| ------------------ | --------------------- | ------------------ | -------------------------- |
| 2014               | Ponferrada ( Espanha) | Medalha de bronze  | Contrarrelógio por equipas |

## Palmarés

### Pista
2007 (como amador)
- 2.ª no Campeonato da Itália Velocidade por Equipas (fazendo equipa com Laura Doria)
- 2.ª no Campeonato da Itália Velocidade

2011
- Campeonato da Itália Perseguição por Equipas (fazendo equipa com Gloria Presti e Silvia Valsecchi)

2012
- 2.ª no Campeonato da Itália Omnium

2013
- Campeonato da Itália Velocidade por Equipas (fazendo equipa com Giorgia Bronzini e Silvia Valsecchi)
- 2.ª no Campeonato da Itália 500 m
- 2.ª no Campeonato da Itália Keirin

2014
- Fiorenzuola Omnium
- Campeonato da Itália 500 m
- 3.ª no Campeonato Europeu Perseguição por Equipas (fazendo equipa com Beatrica Bartelloni, Tatiana Guderzo e Silvia Valsecchi)

2016
- Campeonato Europeu Perseguição por Equipas

### Estrada
2012
- 1 etapa de La Route de France

2020
- 1 etapa do Santos Women's Tour

## Resultados em Grandes Voltas e Campeonatos do Mundo
Durante a sua carreira desportiva tem conseguido os seguintes postos nas Grandes Voltas femininas e nos Campeonatos do Mundo em estrada:
| Carreira           | 2008 | 2009 | 2010 | 2011 | 2012 | 2013 | 2014  | 2015 | 2016 | 2017 | 2018 | 2019 |
| ------------------ | ---- | ---- | ---- | ---- | ---- | ---- | ----- | ---- | ---- | ---- | ---- | ---- |
| Giro d'Italia      | 95.ª | 84.ª | 59.ª | 87.ª | 67.ª | Ab.  | 102.ª | -    | Ab.  | 74.ª | -    | Ab.  |
| Tour de l'Aude     | -    | -    | -    | X    | X    | X    | X     | X    | X    | X    | X    | X    |
| Grande Boucle      | -    | -    | X    | X    | X    | X    | X     | X    | X    | X    | X    | X    |
| Mundial em Estrada | -    | -    | -    | -    | -    | -    | -     | -    | -    | -    | -    | -    |

-: não participa

Ab.: abandono

X: edições não celebradas

## Equipas
- Cycling Team Titanedi-Frezza-Acca Due Ou (2008)
- USC Chirio Forno d'Assolo (2009)
- Vaiano Solaristech (2010)
- Top Girls Fassa Bortolo (2011)
- BePink (2012-2014)
  - BePink (2012-2013)
  - Astana - BePink Women's Team (2014)
- Alé Cipollini (2015)[6]
- Hitec Products (2016-2018)
- BePink[7] (03.2019-)